# 影女

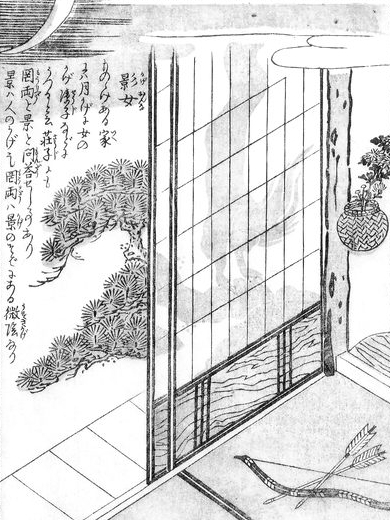
鳥山石燕『今昔百鬼拾遺』より「影女」

影女（かげおんな）は、鳥山石燕の妖怪画集『今昔百鬼拾遺』にある女性の姿の妖怪。石燕の解説文によれば、物の怪のいる家で、月影に照らされた女の姿の影が家の障子に映るものとされる。

## 伝承
伝記作家・山田野理夫の著書『東北怪談の旅』には「影女」と題し、山形県の怪談が以下のように述べられている。
その昔。増田という者が鶴岡城下に住む友人の酒井吉左衛門の家を訪ねた。家の近くまで来ると、窓から若い女の姿が見えた。
家に入り、益田が吉左衛門と2人で酒を酌み交わしていると、やがて障子越しに女の影が見えた。吉左衛門が言うには、それは影女であるという。
話している内に今度は庭に女の姿が現れたが、家の中には近づいて来なかった。